# Cúil Aodha
Cúil Aodha (engelska: Coolea) är en by i den sydvästra delen av grevskapet Cork i provinsen Munster på Irland. Orten ligger i ett gaeltachtområde, nära floden Sullanes källa. Trakten (townland) Coolea hade 128 invånare vid folkräkningen 2016.